# Бар-ле-Пем
Бар-ле-Пем (фр. Bard-lès-Pesmes) — коммуна во Франции, находится в регионе Франш-Конте. Департамент — Верхняя Сона. Входит в состав кантона Пем. Округ коммуны — Везуль.
Код INSEE коммуны — 70048.

## География
Коммуна расположена приблизительно в 310 км к юго-востоку от Парижа, в 30 км западнее Безансона, в 60 км к юго-западу от Везуля.

## Население
Население коммуны на 2010 год составляло 128 человек.
| 1962 | 1968 | 1975 | 1982 | 1990 | 1999 | 2010 |
| ---- | ---- | ---- | ---- | ---- | ---- | ---- |
| 112  | 97   | 86   | 86   | 88   | 94   | 128  |

## Администрация
| Период | Период | Фамилия          | Партия | Примечания |
| ------ | ------ | ---------------- | ------ | ---------- |
| 1945   | 1965   | Жан-Батист Рюффи |        |            |
| 1965   | 1971   | Гастон Майо      |        |            |
| 1971   | 1983   | Жан Майо         |        |            |
| 1983   | 1995   | Жан Тиссо        |        |            |
| 1995   | 2008   | Клод Ребер       |        |            |
| 2008   | 2014   | Кристоф Анрье    |        |            |

## Экономика

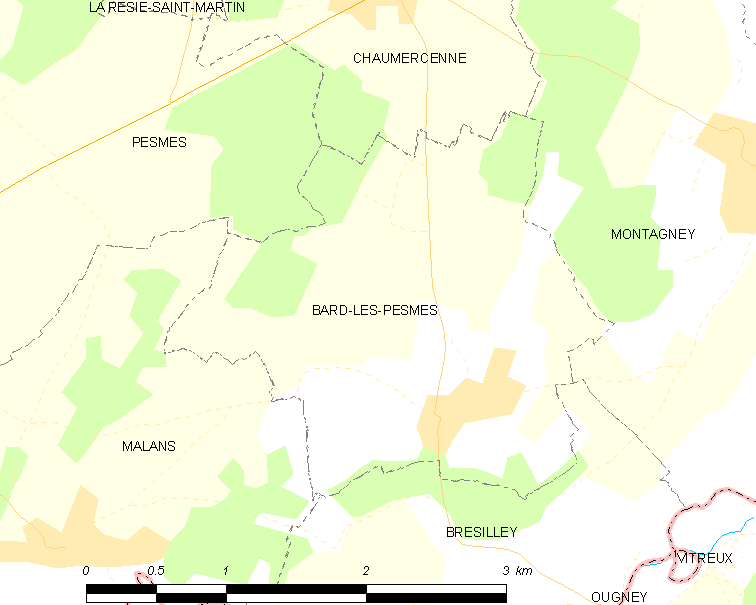
Карта коммуны

В 2010 году среди 86 человек трудоспособного возраста (15—64 лет) 63 были экономически активными, 23 — неактивными (показатель активности — 73,3 %, в 1999 году было 52,5 %). Из 63 активных жителей работали 56 человек (29 мужчин и 27 женщин), безработными было 7 (6 мужчин и 1 женщина). Среди 23 неактивных 5 человек были учениками или студентами, 10 — пенсионерами, 8 были неактивными по другим причинам.